# Kill the Lights
| Совокупная оценка    | Совокупная оценка |
| Источник             | Оценка            |
| -------------------- | ----------------- |
| Metacritic           | 69/100            |
| Оценки критиков      |                   |
| Источник             | Оценка            |
| AllMusic             | [ 2 ]             |
| Rolling Stone        | [ 3 ]             |
| Spin                 | [ 4 ]             |
| Billboard            | [ 5 ]             |
| Entertainment Weekly | B                 |
| Nash Country Weekly  | B                 |
| New York Daily News  | [ 8 ]             |
| The Oakland Press    | B                 |
| PopMatters           | [ 10 ]            |
| USA Today            | [ 11 ]            |

Kill the Lights — пятый студийный альбом американского кантри-певца Люка Брайана, выпущенный 7 августа 2015 года. Диск дебютировал на первом месте американского хит-парада Billboard 200, одновременно возглавив и кантри-чарт Top Country Albums. Это его третий чарттоппер подряд, после альбомов Crash My Party (2014) и Spring Break... Here to Party (2013).
Альбом получил положительные отзывы музыкальной критики и интернет-изданий, например, AllMusic, Rolling Stone, Spin, PopMatters, USA Today. Сайт Metacritic на основе анализа нескольких обзоров дал оценку в 69 из 100.
Релиз диска прошёл 7 августа 2015 года, он возглавил американский хит-парад Billboard 200 с тиражом в 343 000 копий в первую неделю выхода. альбом также возглавил кантри-чарт Top Country Albums, став для Брайна его шестым чарттоппером в хит-параде этого музыкального жанра.
Kill the Lights сохранил первое место и на вторую неделю с тиражом более 90 000 копий и суммарным тиражом на тот момент 458 000 копий. Оставаясь лидером кантри-чарта 4 недели альбом был продан тиражом 496,000 копий.
В Канаде альбом достиг № 2 в Canadian Albums Chart с тиражом 22,000 копий в дебютную неделю.
Шесть синглов подряд («Kick the Dust Up», «Strip It Down», «Home Alone Tonight» и «Huntin', Fishin' and Lovin' Every Day», «Move», «Fast») с альбома занимали первые места в кантри-чарте США. Четвёртый из них («Huntin', Fishin' and Lovin' Every Day») в июле 2016 года возглавил Country Airplay и стал 15-м чарттоппером Люка Брайана в 2010—2016 годах. Пять чарттопперов было на прошлом альбоме 2013 года Crash My Party. Сходный рекордный результат (по пять кантри-хитов № 1 с одного альбома) имеют только Brad Paisley's 5th Gear (2007-08) и Blake Shelton's Based On a True Story… (2013-14). По числу радиоэфирных чарттопперов (15, запуск чарта с 1990) певец Люк Брайан поднялся на 11-е место, опередив Jason Aldean, Dierks Bentley и Carrie Underwood (у них по 14 хитов № 1), и отставая от Гарта Брукса, идущего на 10-м месте с 18 хитами № 1 (позднее стало 19), в то время как у лидера Tim McGraw в сумме 28 синглов-чарттоперов.
В апреле 2017 года шестой сингл («Fast») с альбома возглавил радиоэфирный чарт Country Airplay, что стало рекордом для одного альбома за всю историю этого чарта, после его запуска в 1990 году. Это 17-й чарттоппер Люка в Country Airplay. Тираж самого альбома составил 1,1 млн копий.

## Список композиций
| №   | Название                                           | Автор(ы)                                          | Длительность |
| --- | -------------------------------------------------- | ------------------------------------------------- | ------------ |
| 1.  | «Kick the Dust Up»                                 | Dallas Davidson Chris DeStefano Ashley Gorley     | 3:10         |
| 2.  | «Kill the Lights»                                  | Luke Bryan Jody Stevens Jeff Stevens              | 2:59         |
| 3.  | «Strip It Down»                                    | Bryan Jon Nite Ross Copperman                     | 4:01         |
| 4.  | «Home Alone Tonight» (при участии Karen Fairchild) | Jody Stevens Cole Taylor Jaida Dreyer Tommy Cecil | 3:10         |
| 5.  | «Razor Blade»                                      | Jeff Hyde Ryan Tyndell Rodney Clawson             | 3:41         |
| 6.  | «Fast»                                             | Bryan Clawson Luke Laird                          | 3:26         |
| 7.  | «Move»                                             | Bryan Michael Carter Jay Clementi                 | 3:47         |
| 8.  | «Just Over»                                        | Chase McGill Brad Tursi Jessie Jo Dillon          | 3:13         |
| 9.  | «Love It Gone»                                     | Jody Stevens Clementi                             | 3:38         |
| 10. | «Way Way Back»                                     | Bryan Gorley Clawson                              | 3:19         |
| 11. | «To the Moon and Back»                             | Tom Douglas Hillary Lindsey Tony Lane             | 3:58         |
| 12. | «Huntin', Fishin' and Lovin' Every Day»            | Bryan Davidson Rhett Akins Ben Hayslip            | 4:38         |
| 13. | «Scarecrows»                                       | Gorley Trevor Rosen Shane McAnally                | 3:38         |

| №   | Название                               | Автор(ы)                          | Длительность |
| --- | -------------------------------------- | --------------------------------- | ------------ |
| 14. | «Corner Booth»                         | Bryan Cole Swindell Jimmy Robbins | 3:20         |
| 15. | «Little Boys Grow Up and Dogs Get Old» | Bryan Lane                        | 3:44         |
| 16. | «Buddies»                              | Bryan Davidson                    | 3:29         |

## Позиции в чартах
Kill the Lights стал для кантри-певца Люка Брайана его 4-м диском, возглавившим кантри-чарт, после альбомов Crash My Party (2014), Spring Break…Here to Party (2013) и Tailgates & Tanlines, лидировавшего в 2011 году.

### Альбом
| Чарт (2015)                        | Высшая позиция |
| ---------------------------------- | -------------- |
| Австралия (ARIA)                   | 4              |
| Канада (Canadian Albums Chart)     | 1              |
| Новая Зеландия (RMNZ)              | 32             |
| Швейцария (Schweizer Hitparade)    | 100            |
| Великобритания (UK Albums Chart)   | 47             |
| США (Billboard 200)                | 1              |
| США (Billboard Top Country Albums) | 1              |

| Чарт (2016)                   | Позиция |
| ----------------------------- | ------- |
| Canadian Albums (Billboard)   | 28      |
| US Billboard 200              | 29      |
| US Country Albums (Billboard) | 6       |

### Синглы
| Год                                     | Сингл                                   | Высшая позиция | Высшая позиция     | Высшая позиция | Высшая позиция | Высшая позиция | Высшая позиция |
| Год                                     | Сингл                                   | US Hot Country | US Country Airplay | US             | AUS            | CAN Country    | CAN            |
| --------------------------------------- | --------------------------------------- | -------------- | ------------------ | -------------- | -------------- | -------------- | -------------- |
| 2015                                    | «Kick the Dust Up»                      | 1              | 1                  | 26             | 98             | 1              | 15             |
| 2015                                    | «Strip It Down»                         | 1              | 1                  | 30             |                | 1              | 48             |
| 2015                                    | «Home Alone Tonight»                    | 3              | 1                  | 38             | —              | 1              | 55             |
| 2016                                    | «Huntin', Fishin' and Lovin' Every Day» | 2              | 1                  | 37             | —              | 1              | 51             |
| 2016                                    | «Move»                                  | 5              | 1                  | 50             | —              | 1              | 82             |
| 2016                                    | «Fast»                                  | 5              | 2                  | 64             | —              | 1              | 91             |
| «—» прочерк означает отсутствие в чарте |                                         |                |                    |                |                |                |                |